# Amontada
Amontada es un municipio del estado brasileño del Ceará. Se localiza en la microrregión de Itapipoca, en la mesorregión del Norte Cearense. El municipio tiene 34 542 habitantes (2003) y 1582 km².

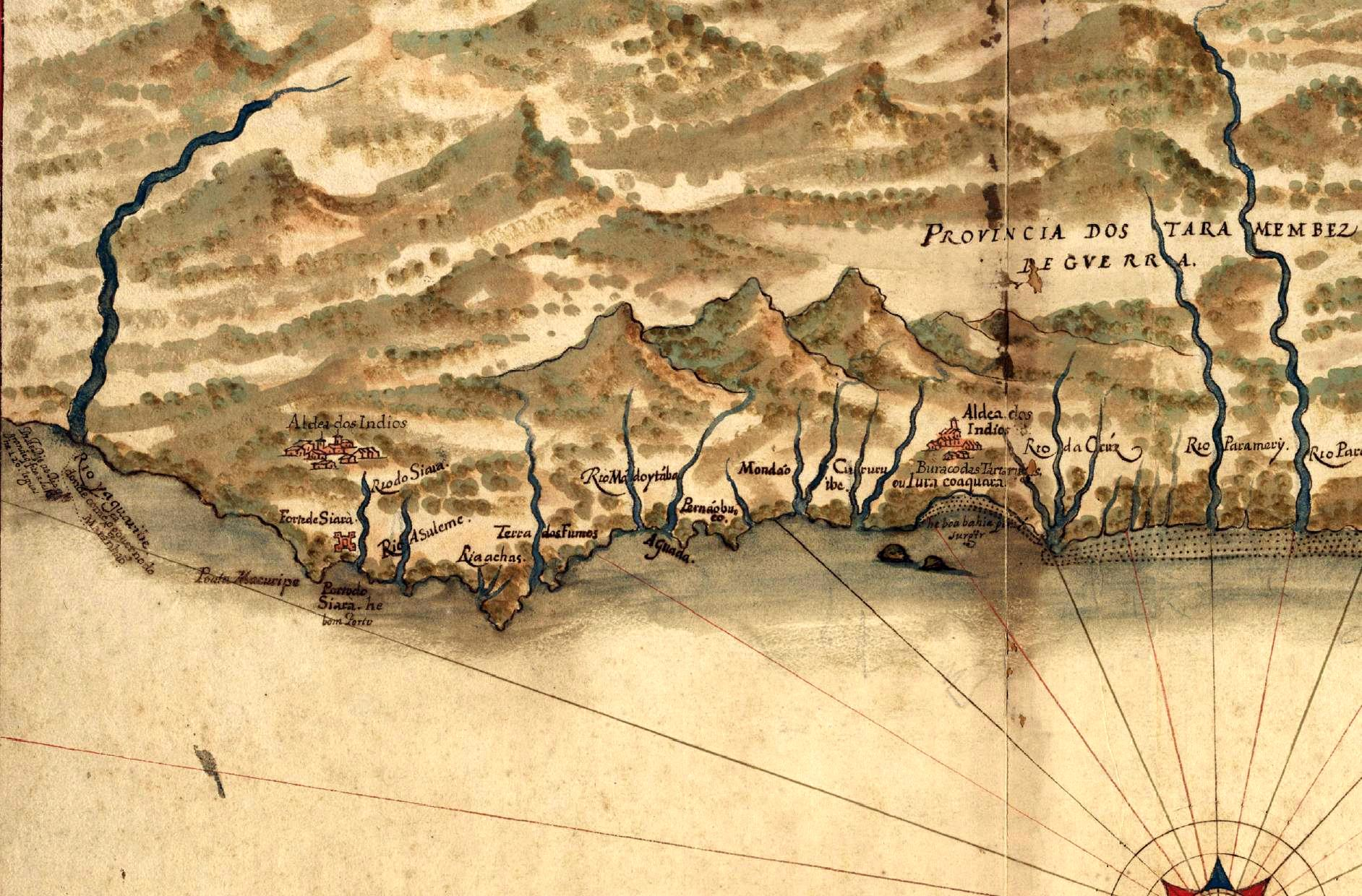
Mapa de la costa del Ceará en 1629.

## Geografía

### Clima
Tropical caliente semiárido con un promedio de lluvias media de 1000 mm con lluvias concentradas de enero a la abril.

### Hidrografía y recursos hídricos
Los principales cursos de agua forman parte de la cuenca del río Aracatiaçu y del río Aracatimirim.

## Política
La administración municipal se localiza en la sede, Amontada.